# Ґжимали-Щепанковські
Ґжимали-Щепанковські (пол. Grzymały Szczepankowskie) — село в Польщі, у гміні Ломжа Ломжинського повіту Підляського воєводства.
Населення — 166 осіб (2011).
У 1975-1998 роках село належало до Ломжинського воєводства.

## Демографія
Демографічна структура станом на 31 березня 2011 року:
|          | Загалом | Допрацездатний вік | Працездатний вік | Постпрацездатний вік |
| -------- | ------- | ------------------ | ---------------- | -------------------- |
| Чоловіки | 77      | 9                  | 58               | 10                   |
| Жінки    | 89      | 24                 | 48               | 17                   |
| Разом    | 166     | 33                 | 106              | 27                   |